# Marton (Middlesbrough)

Südostblick von Marton um 1788 (einschließlich der Überreste der aus Lehm gebauten Hütte, in der Cook geboren wurde)

Ansicht der Marton Lodge-East Marton-aus dem Norden um 1800

Marton ist heute ein Stadtteil von Middlesbrough in England.
Marton ist der Geburtsort des britischen Seefahrers und Entdeckers James Cook. In dem Ort liegt auch ein Naturschutzgebiet, der Stewart Park, in dem sich auch das Captain Cook Birthplace Museum befindet.